# Bromfenac
Bromfenac là một thuốc chống viêm non-steroid được bán cần đơn (biệt dược Duract) hoặc thuốc nhỏ mắt (biệt dược Xibrom).